# Недештія
Недештія (рум. Nădăștia) — село у повіті Алба в Румунії. Входить до складу комуни Алмашу-Маре.
Село розташоване на відстані 294 км на північний захід від Бухареста, 33 км на захід від Алба-Юлії, 84 км на південний захід від Клуж-Напоки.

## Населення
За даними перепису населення 2002 року у селі проживали 173 особи, усі — румуни. Усі жителі села рідною мовою назвали румунську.